# Pekka Hartvall
Knut Erik "Pekka" Hartvall (Helsinque, 18 de fevereiro de 1875 — 18 de fevereiro de 1939) foi um velejador finlandês, medalhista olímpico. Ele competiu nos Jogos Olímpicos de Verão de 1912 na classe 12 Metre e conquistou a medalha de bronze na disputa a bordo do Heatherbell com Ernst Krogius, Max Alfthan, Jarl Hulldén, Sigurd Juslén, Eino Sandelin e Johan Silén.